# Großmonra
Großmonra là một đô thị thuộc huyện Sömmerda trong bang Thüringen, nước Đức. Đô thị này có diện tích 38,92 km², dân số thời điểm 31 tháng 12 năm 2006 là 987 người.